# Ґеббі Делуф
Ґеббі Делуф (англ. Gabby DeLoof, 13 березня 1996) — американська плавчиня.
Призерка Чемпіонату світу з водних видів спорту 2019 року.